# Agabus jacobsoni
Agabus jacobsoni är en skalbaggsart som beskrevs av Zaitzev 1905. Agabus jacobsoni ingår i släktet Agabus och familjen dykare. Inga underarter finns listade i Catalogue of Life.